# Kollertor

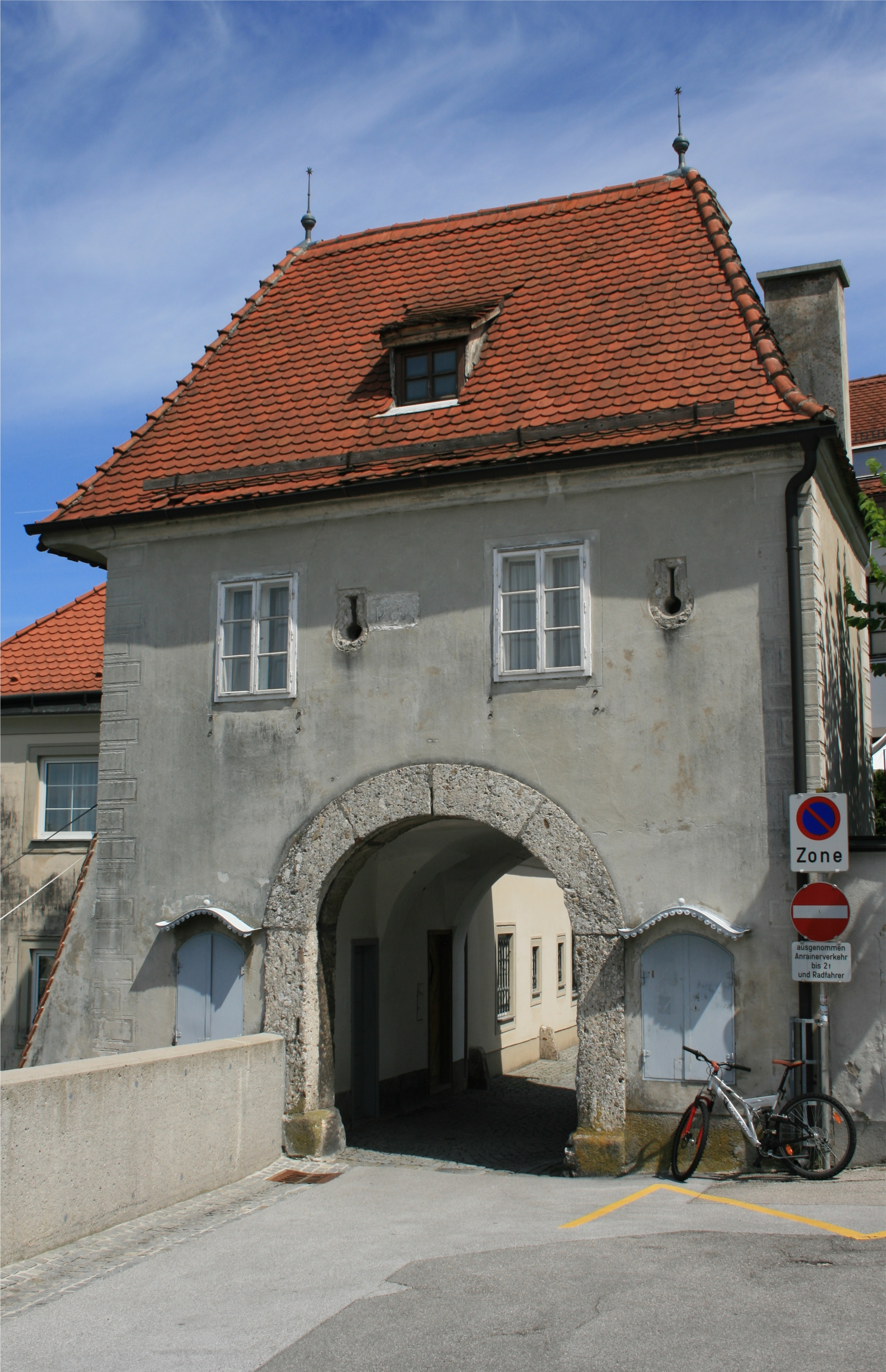
Das Kollertor

Das Kollertor (Kollergasse 16) ist ein Stadttor im Stadtteil Ennsdorf in der Stadtgemeinde Steyr in Oberösterreich. Es steht direkt am Ennsfluss und Schießscharten im Obergeschoß zeigen die einstige Wehrfunktion an. Das Gebäude steht unter Denkmalschutz.

## Geschichte
Das zweigeschoßige Torhaus stammt aus dem Jahr 1480 und ist mit dem Neutor am Grünmarkt und dem Schnallentor bei der Gleinkergasse eines von drei erhaltenen Stadttoren. Das Schmiedtor bei der Haratzmüllerstraße wurde 1855 abgetragen, das Ennstor bei Zwischenbrücken 1864, das Ortltor in der Schlüsselhofgasse verschwand 1891, das Johannestor fiel 1944 Bombenschäden zum Opfer.
Im Jahr 1969 wurden die Schießscharten freigelegt, die sgraffitierten Eckquader erneuert, eine Steinreinigung durchgeführt und das Dach mit Biberschwanzziegeln ausgebessert. Im Jahr 2005 folgte eine erneute Instandsetzung, wobei ebenfalls auf ursprüngliches Erscheinungsbild Wert gelegt wurde.

## Name
Der Name Kollertor rührt daher, dass die von den Schmieden benötigte Holzkohle, die von den Köhlern hergestellt wurde, von den Fuhrleuten durch dieses Tor transportiert wurde. Das Wort Köhler kommt vom mittelhochdeutschen koler oder köler, was „Kohlenbrenner“ bedeutet.

## Moderne und historische Ansicht

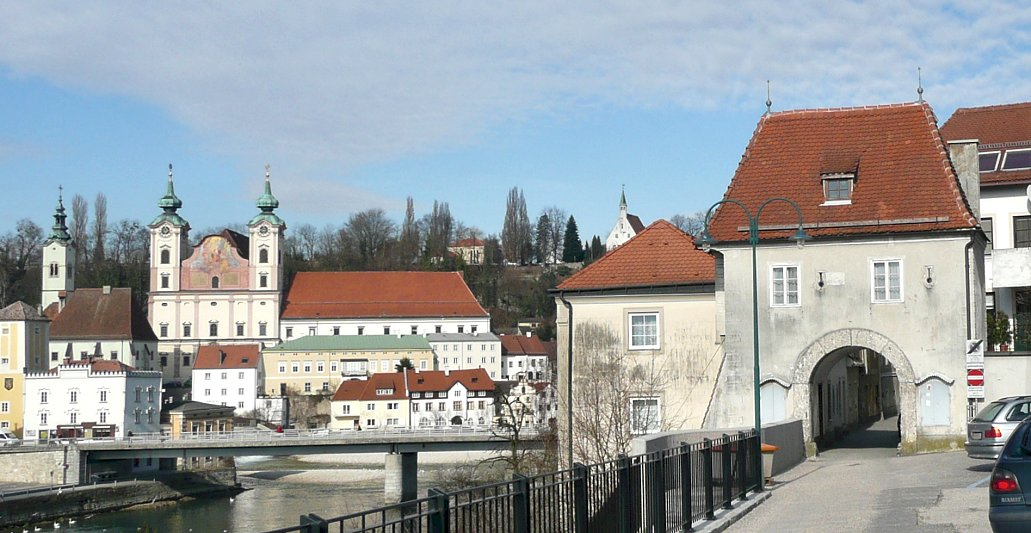
Das Kollertor, links im Hintergrund die Bürgerspitalskirche und die Pfarrkirche Steyr-St. Michael
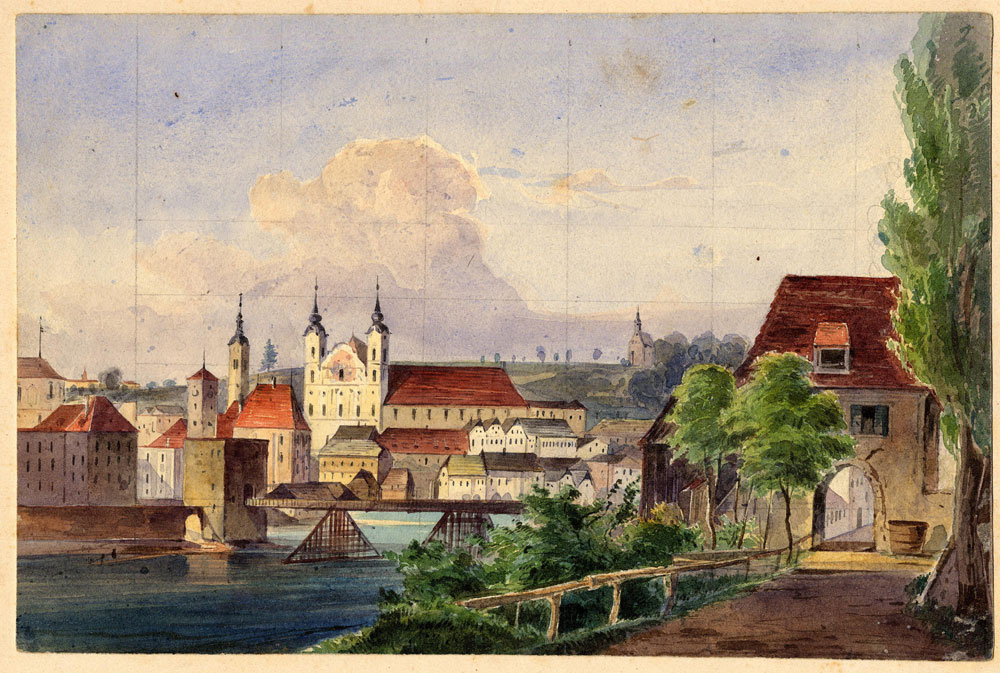
Links das 1864 abgetragene Ennstor und ein Teil der Stadtmauer (um 1860)